# Носуля Марія
Марі́я Носу́ля (* 1994) — українська фігуристка. Чемпіонка України.

## Життєпис
Народилась 1994 року в місті Київ; на ковзанах почала кататись у віці 4-х років.
Виступала в парі з Євгеном Холонюком. Дворазова призерка чемпіонату України серед юніорів (2009—2010 роки).
Чемпіони України серед юніорів (сезон 2011/2012). Юніорський Гран-прі ISU 2011–2012 — золоті нагороди; на юніорськоиу гран-прі ISU в Австрії 2011—2012 — бронзові нагороди.